# غونزالو أرانغو
غونزالو أرانغو (بالإسبانية: Gonzalo Arango)‏ هو فيلسوف وصحفي وأمين مكتبة وشاعر كولومبي، ولد في 1931 في Andes, Antioquia ‏ في كولومبيا، وتوفي في 1976 في Gachancipá ‏ في كولومبيا.

## وصلات خارجية
- الموقع الرسمي